# プジョー・ムービー
プジョー・ムービー (Peugeot Moovie) は2005年に発表されたプジョーのコンセプトカーである。

## 概要
ムービーは2005年のドイツ国際モーターショーで発表された2ドアのシティカーである。
2004年に第3回となるプジョーデザインコンクールが開催され、ポルトガルの大学生であったAndré Costaが優勝した。ジュネーブモーターショーにてトロフィーが授与され、デザイン案が翌年のドイツ国際モーターショーにて、ムービーとして展示された。コンセプトのテーマは「環境に配慮した自動車の未来」。

## デザイン

### エクステリア
ムービーはボディが球体のような丸い形状で、ガラスで囲まれたデザインになっている。フロントガラスはリアへと伸びたパノラマスタイルで、ウィンドウに沿ってクロムメッキのトリムが取り付けられている。ドアとピラーはネイビーブルーで塗装され、フロントウィンドウとドアのウィンドウにはクロムメッキ加工が施されたプジョーエンブレムが取り付けられている。

### インテリア
インテリアはガラスで覆われたボディのため開放的な印象で、プラスチックとベージュのパディングで作られた黄色いシートとステアリングコラムを搭載している。ダッシュボードはシンプルなデザインで、丸いメーターが二つとステアリングホイール、エアコンの吹き出し口が両側に配置されているのみとなっている。

## 参照
1. ↑  https://www.caranddriver.com/news/a18203062/peugeot-moovie-concept-auto-shows/
2. ↑  https://web.archive.org/web/20071002141534/http://www.peugeot-concours-design.com/en/01_vainqueur/
3. ↑  https://web.archive.org/web/20070824041525/http://www.peugeot-concours-design.com/en/01_vainqueur/interview.aspx
4. ↑  https://www.supercars.net/blog/2005-peugeot-moovie-concept/
5. ↑  https://www.netcarshow.com/peugeot/2006-moovie_concept/
6. ↑  https://www.drivingline.com/articles/10-of-the-weirdest-concept-cars-we-all-forgot-about/